# Acaribo
Acaribo – miasto w dystrykcie Para, w Surinamie.